# Sorbey (Mosela)
Sorbey é uma comuna francesa na região administrativa de Grande Leste, no departamento de Moselle. Estende-se por uma área de 5,59 km². Em 2010 a comuna tinha 384 habitantes (densidade: 68,7 hab./km²).